# Лорънсийски планини
Лорънсийските планини (на френски: Laurentides) са планина в Квебек, източна Канада, част от Лорънсийските възвишения. Най-висока точка е връх Раул Бланшар (1116 m). Разположени са на Канадския щит, северно от реките Сейнт Лорънс и Отава, в ивица с дължина 750 километра и ширина до 430 километра.